# Dickies
Williamson-Dickie Mfg. Co. – американська компанія з виробництва одягу, відома насамперед своїм найбільшим брендом Dickies. Компанію було засновано у Форт-Ворті, штат Техас, у 1922 році К. Н. Вільямсоном та Е. Е. «полковником» Дікі, які заснували компанію з продажу джинсових комбінезонів для фермерів на південному заході. Сьогодні Dickies є міжнародним брендом, представленим у більш ніж 100 країнах, виробляючи та продаючи робочий одяг для автомобільної, готельної, будівельної та медичної промисловості.

## Історія
Двоюрідні брати К. Н. Вільямсон і Е. Е. «Полковник» Дікі були успішними продавцями й вже 25 років разом продавали капелюхи на південно-західній території Техасу. У 1918 році вони разом із кількома друзями заснували компанію U.S. Overall Company у Форт-Ворті, штат Техас. Потім, у 1922 році, полковник Дікі, К. Н. Вільямсон і його син К. Д. Вільямсон придбали 100% компанії Overall Company на основі однієї третини кожен і перейменували її на Williamson-Dickie Manufacturing Company.
З перших років Williamson-Dickie користувалася постійним зростанням, який сповільнився лише Великою депресією, а під час Другої світової війни компанія виготовила мільйони уніформ для національних збройних сил. Переходячи на цивільне виробництво після війни, К. Дон Вільямсон розпочав стратегію географічної експансії та створив нові виробничі потужності, склади та торгові території по всій території Сполучених Штатів. Наприкінці 1950-х років Williamson-Dickie стала міжнародною компанією, вийшовши на європейський ринок і ринок Близького Сходу, де техаські нафтовики представили бренд Dickies на нафтових родовищах Близького Сходу.

## Сьогодення

Dickies скраби на стелажі в магазині Work 'n Gear у Дорчестері, Массачусетс (грудень 2012)

Наразі Dickies продається у всіх 50 штатах США та в усьому світі в таких країнах, як Саудівська Аравія, Південна Африка, Австралія, Росія, Чилі, Південна Корея, Японія, Тайвань, Ісландія, Канада, Німеччина, Франція, Італія, Ірландія з COH Sales Ltd, Хорватія, Філіппіни, Польща та Мексика.
У 2008 році Williamson-Dickies придбала канадську Kodiak Group Holdings Inc. У 2013 році Dickies придбала Walls.
У 2014 році Джеррі Лі з Каліфорнії став ексклюзивним ліцензіатом на одяг Dickies Girl Junior. У 2014 році Джеррі Лі з Каліфорнії став ексклюзивним власником ліцензії на одяг Dickies Girl juniors.
VF Corporation придбала Williamson-Dickie у 2017 році за 820 мільйонів доларів готівкою. 
Williamson-Dickie Europe Ltd. знаходиться у Великій Британії у Вестфілді, Сомерсет. Раніше відомий як Dickies UK, цей підрозділ компанії зараз працює по всій Європі та на Близькому Сході, випускаючи робочий і вуличний одяг.
У червні 2020 року Dickies співпрацював з японським брендом FACETASM, створивши капсульну колекцію.

## Зовнішні посилання
- Офіційний сайт